# Championnat de Bahreïn de football 2015-2016
Navigation
Saison précédente Saison suivante
La saison 2015-2016 du Championnat de Bahreïn de football est la soixantième édition du championnat national de première division à Bahreïn. Les dix meilleurs clubs du pays sont regroupés au sein d'une poule unique et s'affrontent deux fois au cours de la compétition, à domicile et à l'extérieur. En fin de saison, les deux derniers du classement sont relégués et remplacés par les deux meilleurs clubs de deuxième division.
C'est Al Hidd Club qui remporte la compétition après avoir terminé en tête du classement final, avec dix points d'avance sur le tenant du titre, Al Muharraq Club et quinze sur Malikiya Club. C'est le tout premier titre de champion de Bahreïn de l'histoire du club.

## Les clubs participants
- Al Muharraq Club
- Riffa Club
- Al Hidd Club
- East Riffa
- Manama Club
- Malikiya Club
- Busaiteen Club
- Al-Ahli Club - Promu de D2
- Al Hala SC
- Setra Club - Promu de D2

## Compétition

### Classement
Le classement est établi sur le barème de points classique (victoire à 3 points, match nul à 1, défaite à 0).
| Rang | Équipe            | Pts | J  | G  | N | P  | Bp | Bc | Diff |
| ---- | ----------------- | --- | -- | -- | - | -- | -- | -- | ---- |
| 1    | Al Hidd ClubC     | 42  | 18 | 12 | 6 | 0  | 39 | 15 | +24  |
| 2    | Al Muharraq ClubT | 32  | 18 | 9  | 5 | 4  | 31 | 21 | +10  |
| 3    | Malikiya Club     | 27  | 18 | 7  | 6 | 5  | 23 | 20 | +3   |
| 4    | Riffa Club        | 23  | 18 | 7  | 2 | 9  | 22 | 26 | -4   |
| 5    | East Riffa        | 22  | 18 | 6  | 4 | 8  | 22 | 18 | +4   |
| 6    | Al-Ahli ClubP     | 22  | 18 | 5  | 7 | 6  | 22 | 21 | +1   |
| 7    | Manama Club       | 21  | 18 | 6  | 3 | 9  | 17 | 27 | -10  |
| 8    | Al Hala SC        | 20  | 18 | 5  | 5 | 8  | 22 | 31 | -9   |
| 9    | Busaiteen Club    | 20  | 18 | 6  | 2 | 10 | 17 | 31 | -14  |
| 10   | Setra ClubP       | 18  | 18 | 4  | 6 | 8  | 20 | 25 | -5   |

|  | Qualification pour le tour préliminaire de la Ligue des champions de l'AFC 2017 et la Coupe de l'AFC 2017 |
|  | Qualification pour la Coupe de l'AFC 2017 et la Coupe du golfe des clubs champions 2017                   |
|  | Qualification pour la Coupe du golfe des clubs champions 2017                                             |
|  | Relégation directe en deuxième division                                                                   |
|  | T : Tenant du titre C : Vainqueur de la Bahreini King's Cup P : Promu de D2                               |

## Bilan de la saison
| Championnat de Bahreïn de football 2015-2016                        |                          |
| Champion                                                            | Al Hidd Club (1er titre) |
| Coupes et trophées                                                  |                          |
| Vainqueur de la Bahreini King's Cup                                 | Al Muharraq Club         |
| Qualifications continentales                                        |                          |
| Ligue des champions de l'AFC 2017 (tour préliminaire)               | Al Hidd Club             |
| Coupe de l'AFC 2017                                                 | Al Hidd Club             |
| Coupe de l'AFC 2017                                                 | Al Muharraq Club         |
| Coupe du golfe des clubs champions 2017                             | Al Muharraq Club         |
| Coupe du golfe des clubs champions 2017                             | Malikiya Club            |
| Promotions et relégations                                           |                          |
| Promus en Bahraini Premier League                                   | Bahrain Club             |
| Promus en Bahraini Premier League                                   | Al Najma Club            |
| Relégués en Championnat de Bahreïn de football de deuxième division | Setra Club               |
| Relégués en Championnat de Bahreïn de football de deuxième division | Busaiteen Club           |